# 耀州 (辽朝)
耀州，辽朝时设置的州。
本渤海国椒州，领五县：椒山县，貂岭县、澌泉县、尖山县、岩渊县，皆废。属辽阳府，治所在岩渊县（今辽宁省营口市西北岳州城），仅领一县：岩渊县。岩渊县东界新罗，故平壤城在县西南。东北至海州一百二十里。金朝时废。